# Hugo Luschin
Hugo Luschin, auch Hugo Ritter von Luschin, (* 27. Dezember 1878 in Laibach (Ljubljana); † 15. Februar 1946 im Speziallager Nr.1 Mühlberg/Elbe) war als Rat des Obersten Gerichtshofes (OGH) und deutscher Reichsgerichtsrat Richter in obersten Gerichtshöfen verschiedener Staaten.

## Leben
Sein Vater war Hauptmann und Hausbesitzer. Er legte 1901 die Judizielle Staatsprüfung („gut“) ab. Im selben Jahr wurde er Rechtspraktikant beim Landesgericht Laibach, 1901 wurde er Auskultant. Die Richteramtsprüfung  bestand er 1904 „mit gutem Erfolg“. 1905 war er Gerichtsadjunkt beim Bezirksgericht Radmannsdorf, bei dem er 1913 Bezirksrichter wurde. Mitte Juni 1914 wurde er dort zusätzlich Gerichtsvorsteher. 
An das Landesgericht für Zivilrechtssachen in Graz kam er im Februar 1919, im April wurde er nach Wien versetzt. Dann wurde er dort zum Landesgerichtsrat ernannt mit Wirkung vom 31. Mai 1920 – 23. Juli 1920. Den Titel Oberlandesgerichtsrat bekam er im März 1921. Richter beim Bezirksgericht 3 für das Landesgericht für Zivilrechtssachen Wien wurde er im Mai 1923 und Rat, Standesgruppe 2, dort im Mai nächsten Jahres. März 1928 wurde Luschin dort zum Senatsvorsitzenden ernannt. 
Den Dienst als Rat des Oberlandesgerichts Wien, Standesgruppe 4, trat er 1931/30 an. Er war seit Dezember 1933 Mitglied in der Vaterländischen Front. Im Februar 1935 kam er zum Obersten Gerichtshof, wo er im Juli Rat wurde. Nach dem „Anschluss“ Österreichs an das nationalsozialistische Deutsche Reich wurde Luschin am 1. April 1939 an das deutsche Reichsgericht berufen. Er beantragte am 15. Januar 1941 die Aufnahme in die NSDAP und wurde zum 1. April desselben Jahres aufgenommen (Mitgliedsnummer 8.778.088). Im August 1945 wurde er zusammen mit weiteren 36 Reichgerichtsräten vom NKWD verhaftet.

## Auszeichnungen
- Goldenes Treudienst-Ehrenzeichen am 28. November 1942